# Les Casquets
Les Casquets – skalista wyspa należąca do archipelagu Wysp Normandzkich, dependencja i administracyjnie część Baliwatu Guernsey. W 1724 roku na wyspie zbudowano kompleks latarni morskiej z trzema wieżami.